# Mariano Trujeque
El general Mariano Trujeque fue un militar mexicano. 
Trujeque, que se encontraba al servicio del Imperio en el Rancho de Tacache, mandó en comisión al capitán Enrique Travesí, que era ayudante suyo y hermano de Manuel Travesí, secretario particular de Porfirio Díaz, ofreciéndole ponerse al servicio de la república con toda su fuerza. A la salida de Xochihuehuetlán, Cuartel General de Díaz, fueron emboscados por las fuerzas de Trujeque, el general Vicente Ramos, los tenientes coroneles Manuel Sánchez Gamboa y Antonio Gamboa y algunos otros oficiales vecinos de Ixcaquistla.
Fue fusilado junto al general Febronio Quijano y otros veinte jefes y oficiales imperialistas luego de la Batalla del 2 de abril.
En la telenovela histórica El vuelo del águila fue interpretado por el actor David Ostrosky. 